# Rajmond Debevec
Rajmond Debevec (Postojna, Yugoslavia, 29 de marzo de 1963) es un deportista esloveno que compite en tiro, en la modalidad de rifle.
Participó en ocho Juegos Olímpicos de Verano, entre los años 1984 y 2012, obteniendo en total tres medallas, oro en Sídney 2000 (rifle 3 posiciones 50 m), bronce en Pekín 2008 (rifle 3 posiciones 50 m) y bronce en Londres 2012 (rifle en posición tendida 50 m).
Ganó siete medallas en el Campeonato Mundial de Tiro entre los años 1990 y 2023, y diez medallas en el Campeonato Europeo de Tiro entre los años 2005 y 2024.
Fue el abanderado de Eslovenia en la ceremonia de apertura de los Juegos de Barcelona 1992.

## Palmarés internacional
| Juegos Olímpicos   | Juegos Olímpicos         | Juegos Olímpicos  | Juegos Olímpicos            |
| Año                | Lugar                    | Medalla           | Prueba                      |
| ------------------ | ------------------------ | ----------------- | --------------------------- |
| 2000               | Sídney (Australia)       | Medalla de oro    | Rifle 3 posiciones 50 m     |
| 2008               | Pekín (China)            | Medalla de bronce | Rifle 3 posiciones 50 m     |
| 2012               | Londres (Reino Unido)    | Medalla de bronce | Rifle pos. tendida 50 m     |
| Campeonato Mundial |                          |                   |                             |
| Año                | Lugar                    | Medalla           | Prueba                      |
| 1990               | Moscú (URSS)             | Medalla de plata  | Rifle 10 m                  |
| 1998               | Barcelona (España)       | Medalla de bronce | Rifle 3 posiciones 50 m     |
| 2002               | Lahti (Finlandia)        | Medalla de oro    | Rifle 3 posiciones 300 m    |
| 2002               | Lahti (Finlandia)        | Medalla de plata  | Rifle en pos. tendida 50 m  |
| 2006               | Zagreb (Croacia)         | Medalla de bronce | Rifle en pos. tendida 300 m |
| 2018               | Changwon (Corea del Sur) | Medalla de oro    | Rifle en pos. tendida 300 m |
| 2023               | Bakú (Azerbaiyán)        | Medalla de oro    | Rifle en pos. tendida 300 m |
| Campeonato Europeo |                          |                   |                             |
| Año                | Lugar                    | Medalla           | Prueba                      |
| 2005               | Belgrado (Serbia)        | Medalla de plata  | Rifle 3 posiciones 300 m    |
| 2005               | Belgrado (Serbia)        | Medalla de bronce | Rifle 3 posiciones 50 m     |
| 2007               | Granada (España)         | Medalla de oro    | Rifle estándar 300 m        |
| 2009               | Osijek (Croacia)         | Medalla de bronce | Rifle estándar 300 m        |
| 2011               | Belgrado (Serbia)        | Medalla de oro    | Rifle en pos. tendida 50 m  |
| 2015               | Maribor (Eslovenia)      | Medalla de plata  | Rifle en pos. tendida 300 m |
| 2015               | Maribor (Eslovenia)      | Medalla de bronce | Rifle 3 posiciones 300 m    |
| 2017               | Bakú (Azerbaiyán)        | Medalla de bronce | Rifle en pos. tendida 300 m |
| 2021               | Osijek (Croacia)         | Medalla de bronce | Rifle en pos. tendida 300 m |
| 2024               | Osijek (Croacia)         | Medalla de oro    | Rifle en pos. tendida 300 m |